# جيوفري إيمز
جيوفري إيمز (بالإنجليزية: Geoffrey Michael Eames)‏ هو محامي وقاضي أسترالي، ولد في 26 نوفمبر 1945 في ملبورن في أستراليا.